# Svetvinčenat
Svetvinčenat (włoski: Sanvincenti, dialekt czakawski: Savičenta, lub Savicjenta) – wieś w Chorwacji, w żupanii istryjskiej, w gminie Svetvinčenat. Miejscowość jest interesująca turystycznie m.in. ze względu na odrestaurowany zamek Grimani, freski w kościółku św. Wincentego i inne zabytki architektury weneckiej. W pobliżu Svetvinčenatu urodził się błogosławiony w 2013 r. chorwacki męczennik Miroslav Bulešić.  W 2011 roku gmina liczyła 2202 mieszkańców, a sama miejscowość 276 mieszkańców.

## Opis
Svetvinčenat jest położony w południowej części półwyspu Istria i niemal równo oddalony od jego wschodniego i zachodniego wybrzeża. Centrum miejscowości oddalone jest o ok. 10 km od głównej autostrady Istrii (A9 \ E751), łączącej lądową część Chorwacji z południowym cyplem półwyspu i miejscowością Pula (Pola).  Svetvinčenat leży na krasowej wyżynie (ok. 250 m npm), w otoczeniu pól, winnic, gajów oliwnych i lasów. Panuje tu klimat śródziemnomorski, z opadami deszczu głównie jesienią i w grudniu oraz ze słonecznym i ciepłym latem.

## Historia
Pierwszym udokumentowanym zasiedleniem był zakon mnichów benedyktyńskich, przybyłych tu z Rawenny pod koniec X w.  Wokół ich opactwa i kościoła pod wezwaniem św. Wincentego narosła z czasem wioska i niewielka miejscowość. Prawdopodobnie papież Aleksander III potwierdził w 1177 r. nadanie tego terenu w lenno biskupom Poreču.  W następnym stuleciu jego właścicielem z nadania patriarchy Akwilei został wywodzący się z Puli ród Sergi, zwany później Castropola. Wznieśli oni w pobliżu zabudowań benedyktynów umocnioną budowlę dla stacjonującego tam ich namiestnika, nadając mieścinie tym samym charakter obronny. Na samym początku XIV w. benedyktyni zapewne opuścili opactwo, przekazawszy je zakonowi templariuszy. Po kasacie zakonu mocą soboru w Vienne w 1311 r. tereny opactwa powróciły pod pieczę biskupów Poreču. Sam Svetvinčenat  pozostawał w rękach rodu Castropola do 1331 r., by na następne pięć dekad, wraz ze zmianami sojuszy znaleźć się pod władzą Republiki Weneckiej. Część rodu Castropola nadal mieszkała w obronnej twierdzy Svetvinčenatu i przez małżeństwo skoligaciła się z weneckim domem Morosini. W 1523 r. w drodze zakupu i dziedziczenia ród Morosini został jedynym właścicielem całego Svetvinčenatu. Kiedy Morosini nie mieli męskiego potomka, ich córki poślubiły  w 1560 r. braci Ermolao i Marino Grimani z Wenecji.  Pod koniec XVI w. Marino Grimani z tego samego patrycjuszowskiego rodu Grimani di San Luca, jednego ze znakomitszych w Republice Weneckiej, zakupił od Morosinich częściowo zrujnowaną twierdzę. Jej przebudowę według planów weneckich architektów ukończono w 1589 r., odtąd nosiła nazwę zamku Morosini-Grimani. Zarówno zamek jak i cały Svetvinčenat przeszły pod własność weneckiego rodu. W 1630 r. dotarła do Istrii szalejąca od roku w Europie dżuma i poczyniła wielkie straty wśród miejscowej ludności. Wieki XVII i XVIII, okres beznadziejnych wojen Wenecji o utrzymanie dominacji w tej części Europy, odbiły swe piętno na losach Svetvinčenatu przechodzącego to pod panowanie Republiki Weneckiej, to austriackich Habsburgów; po upadku Wenecji w 1797 r. znalazł się na krótko nawet pod władzą Napoleona. Po I wojnie światowej i upadku Austro-Węgier Svetvinčenat został włączony wraz z całą Istrią do Włoch, ale po II wojnie światowej znalazł się w granicach Jugosławii. Od 1991 r. Svetvinčenat leży w granicach Chorwacji.

## Zabytki
W Svetvinčenacie znajduje się kilka ważnych zabytków średniowiecznej, renesansowej i późniejszej architektury. Najważniejsze z nich to:
- zamek Morosini-Grimani – największy obiekt architektoniczny Svetvinčenatu i jego symbol, jeden z najlepiej zachowanych zamków i najwspanialszych renesansowych budowli  na półwyspie Istria[4]. Najwcześniejszą budowlą w tym miejscu była wieża obronna w XIII w. Później wielokrotnie rozbudowywana, niszczona podczas licznych starć zbrojnych i palona, zmieniała kilkakrotnie właścicieli. Byli wśród nich biskupowie Poreču, ród Castopola i ród Morosini. Ci ostatni sprzedali pod koniec XV w. zniszczony zamek weneckiemu patrycjuszowi, Marino Grimaniemu z rodu Grimani di San Luca. Nakazał on całkowitą jego przebudowę według planów weneckich architektów, m.in. Vincenzo Scamozzi. Od czasu ukończenia budowy w 1589 r. zamek jako castello Morosini-Grimani był siedzibą rodu Morosini, właścicieli samego Svetvinčenatu. W XIX w. rodzina Grimani przekazała zamek ponownie poreckim biskupom, a oni z kolei przekazali go na początku XX w. gminie, która nadal jest jego właścicielem. Zniszczony pożarem pod koniec II wojny światowej popadał w ruinę aż do pierwszej dekady obecnego tysiąclecia, kiedy to podjęto szeroko zakrojony—i wielce udany—projekt jego odbudowy i wyposażenia jako muzeum i atrakcję turystyczną.

Dzisiejszy zamek Grimani to dwie narożne baszty i zabudowania mieszkalne zespolone  z trzecią basztą, wszystkie połączone murem obronnym z chodnikiem strzeleckim i blankami otaczającym rozległy i częściowo pusty podwórzec. W okrągłej baszcie północno-wschodniej, wcześniej strażniczej, mieści się dziś muzeum, północno-zachodnia jest gołębnikiem (w czasach Morosinich i Grimanich – dla gołębi pocztowych), a w południowo-zachodnim narożniku mieszczą się dawne pomieszczenia mieszkalne zamku. Wcześniej była to kwatera namiestnika Svetvinčenatu i kwatery żołnierskie, składy m.in. broni oraz więzienie w podziemnym lochu. Południowa flanka zamku z bramą wjazdową zamyka od północnej strony główny rynek miejscowości.
- kościół Zwiastowania Błogosławionej Maryi Dziewicy – kościół parafialny przy wschodniej pierzei rynku, zbudowany na początku XVI w. Renesansową fasadę wzniesiono z miejscowego kamienia. Wystrój wnętrza (obrazy i pięć marmurowych ołtarzy) są przykładami tzw. szkoły weneckiej: obraz Błogosławionej Maryi Dziewicy z aniołami (na ołtarzu św. Wiktorii) jest dziełem Iacopo Nigretiego, zwanego Palma Młodszy, a obraz przedstawiający Zwiastowanie na ołtarzu głównym jest dziełem Giuseppe Porta, zwanym też Guiseppe Salviati. Fundatorem tego ołtarza był ród Grimani.
- kościół św. Wincentego – najstarsza świątynia Svetvinčenatu, obecnie na terenie cmentarza, jedna z najstarszych budowli w całej Istrii[9]. Wzniesiona w XI w., jednonawowa konstrukcja zamknięta potrójną absydą, należała do opactwa benedyktynów jako kościół zakonny i parafialny. Szczególnie cenne są trzy warstwy fresków pokrywające ściany kościółka, a te datujące się z końca XIII w. i wykazujące wpływy bizantyjskie są dziełem istryjskiego mistrza zwanego Ognobenus Trevisanus[10]. Niektóre z fresków obrazują sceny z życia św. Wincentego z Saragossy, patrona kościoła, od którego wywodzi się też nazwa miejscowości.[4]
- kościół św. Katarzyny – kościółek z XIV w. na południowo-wschodnich obrzeżach miejscowości, przykład istryjskiej architektury romańskiej; we wnętrzu freski z początku XV w.
- kościół św. Antoniego – w centrum miejscowości, przykład miejscowej architektury gotyckiej; we wnętrzu drewniana rzeźba z XIV w. przedstawiająca patrona kościoła.[4]
- studnia na rynku – zbudowana z datków mieszkańców Svetvinčenatu w 1808 r., przy południowej pierzei renesansowego rynku.[4]
- renesansowe domy mieszkalne, głównie przy rynku, zwanym lokalnie placa.

## Galeria

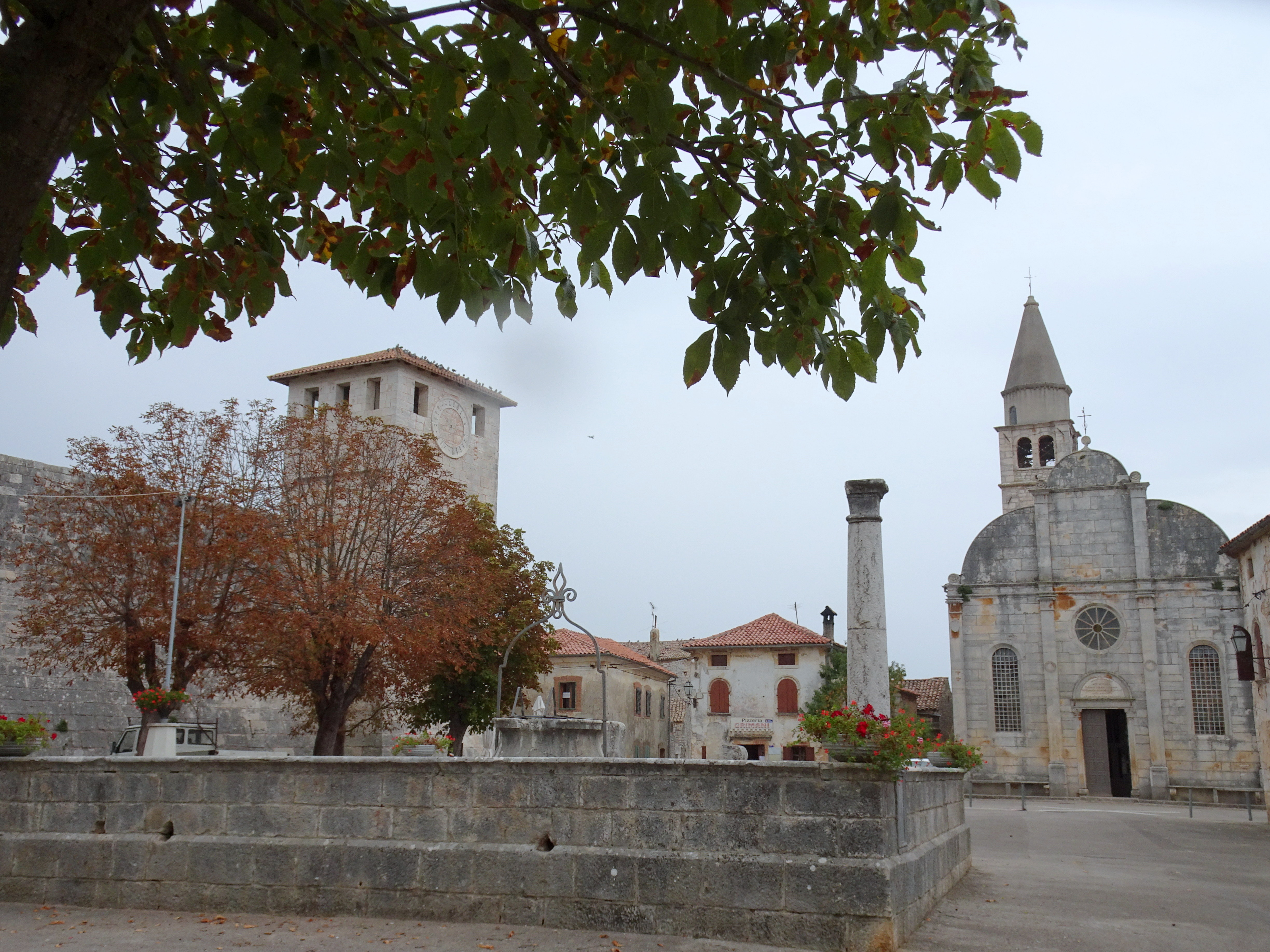
Główny rynek miasta: kościół Zwiastowania, studnia publiczna i płd.-wsch. baszta zamku Grimanich
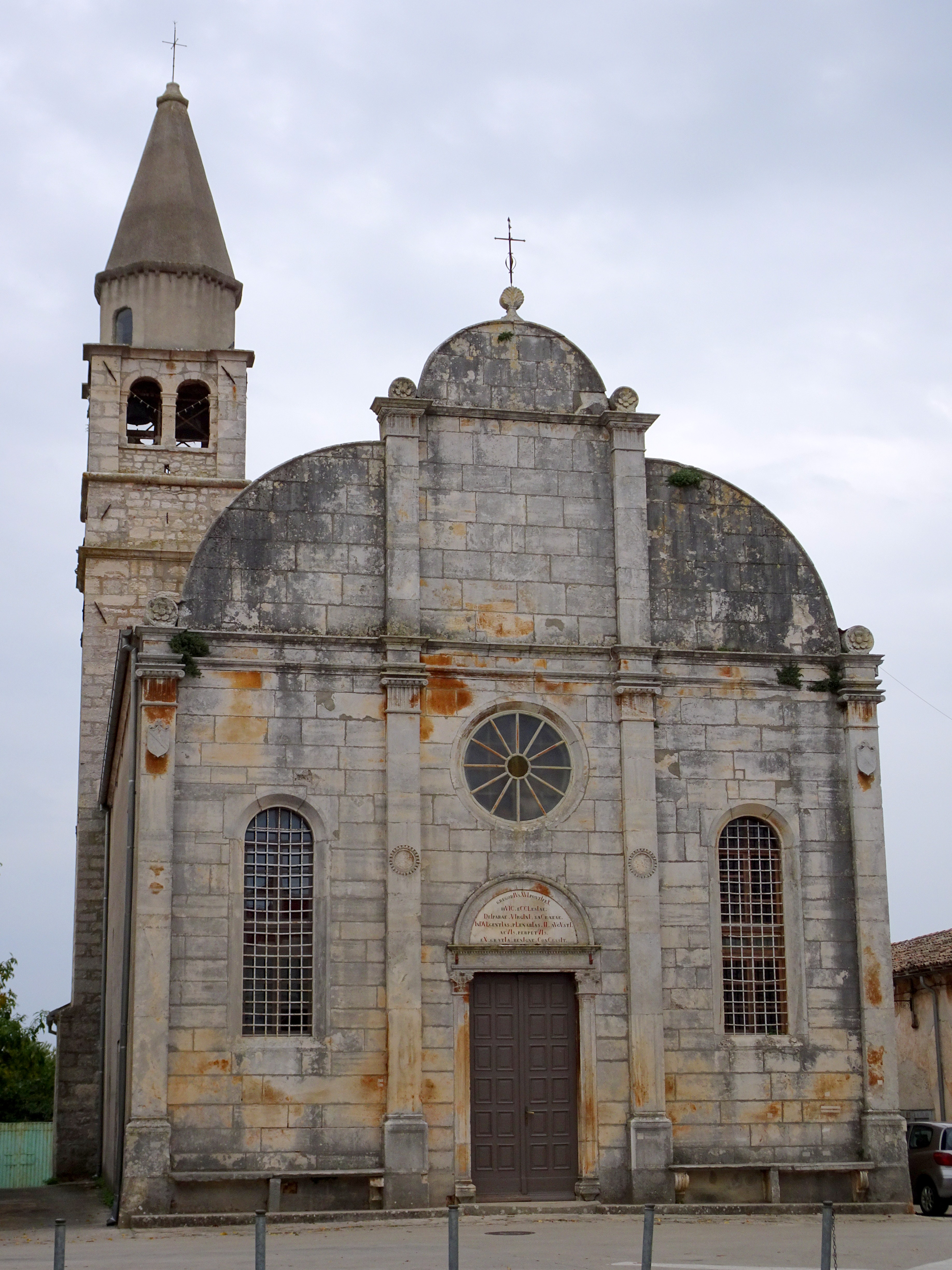
Kościół Zwiastowania
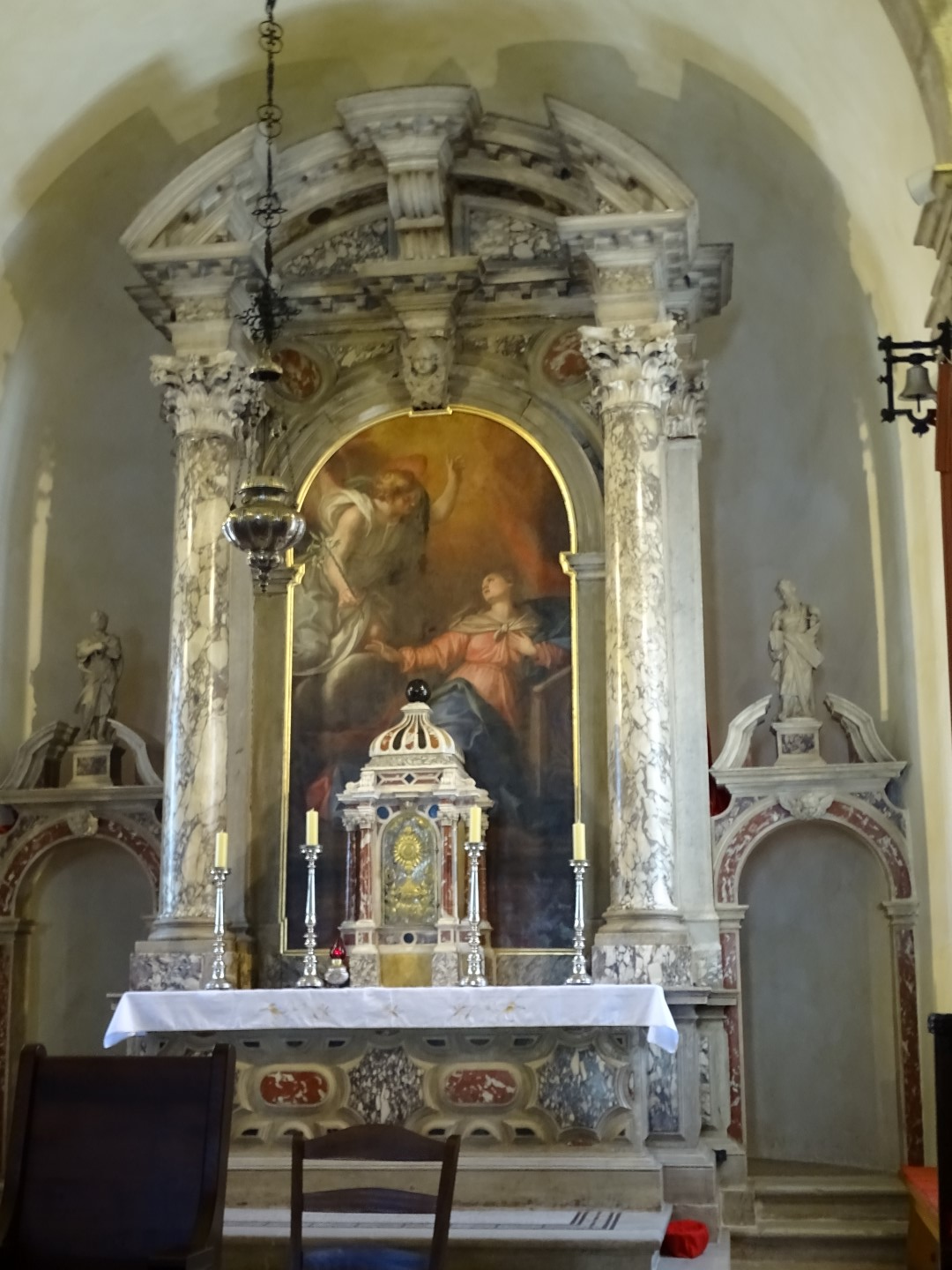
Giuseppe Salviato, Zwiastowanie Bogurodzicy – obraz na ołtarzu głównym kościoła Zwiastowania
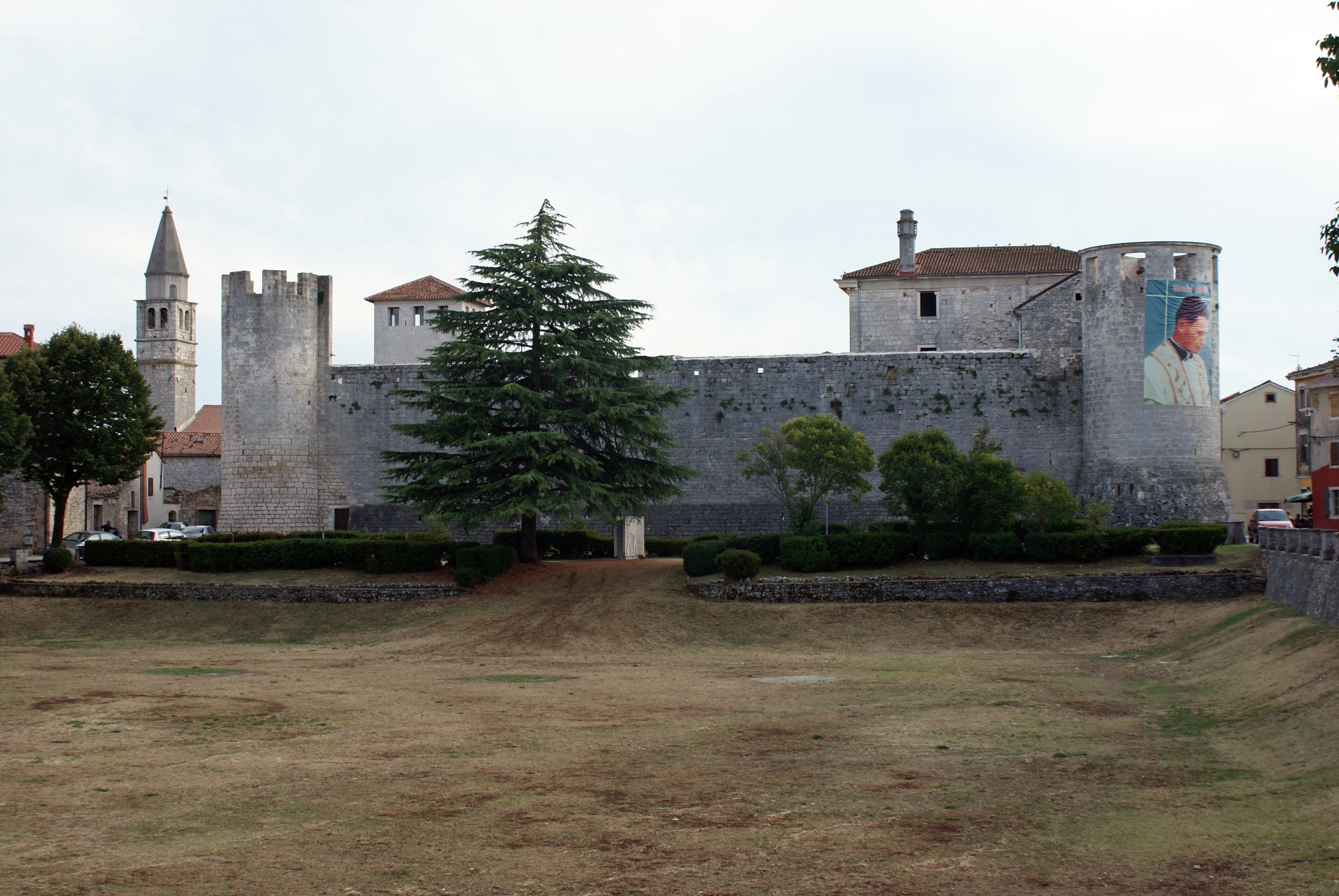
Zamek Grimanich od północy
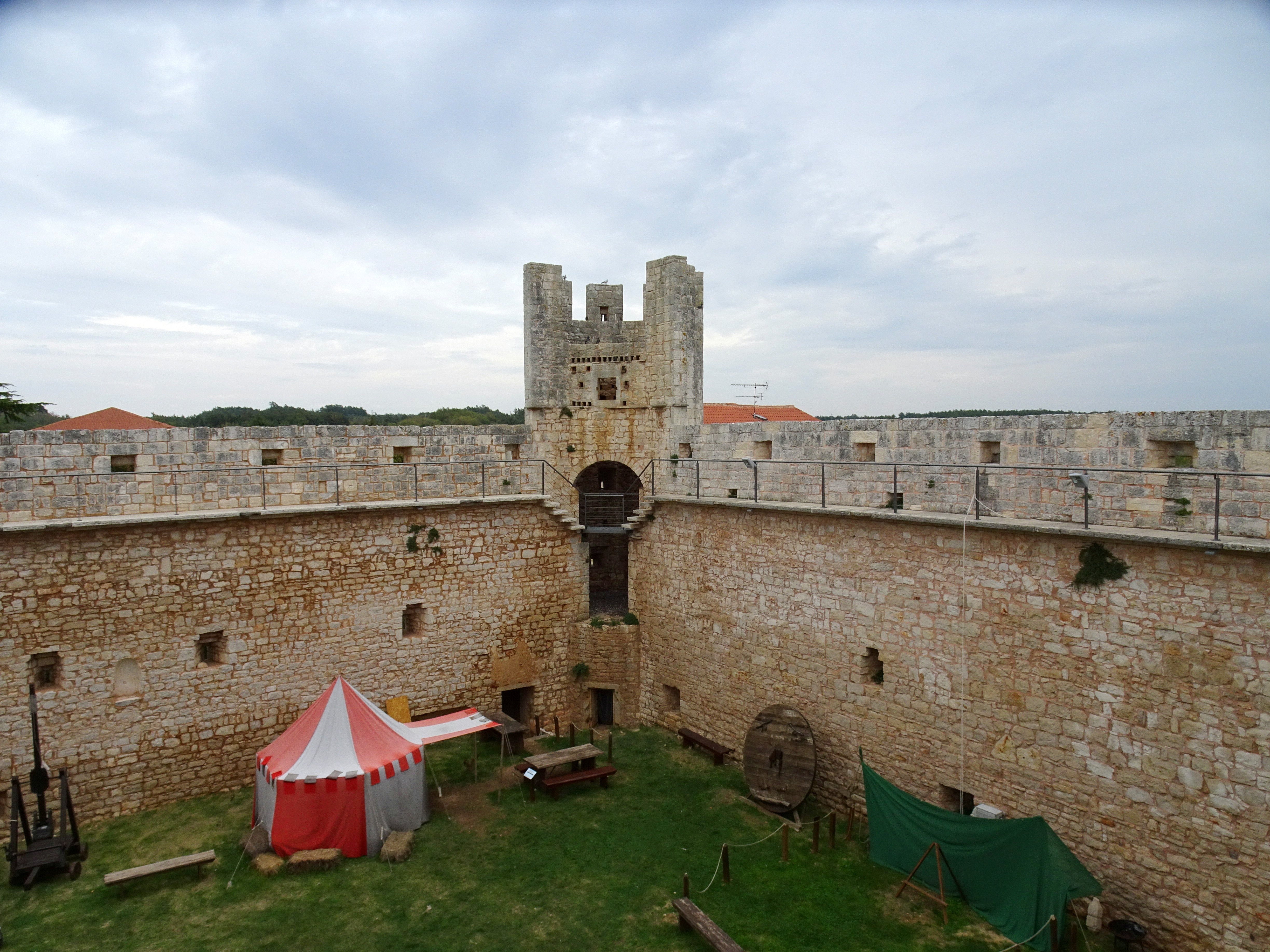
Płn.-wsch. baszta zamku Grimnich mieszcząca gołębnik
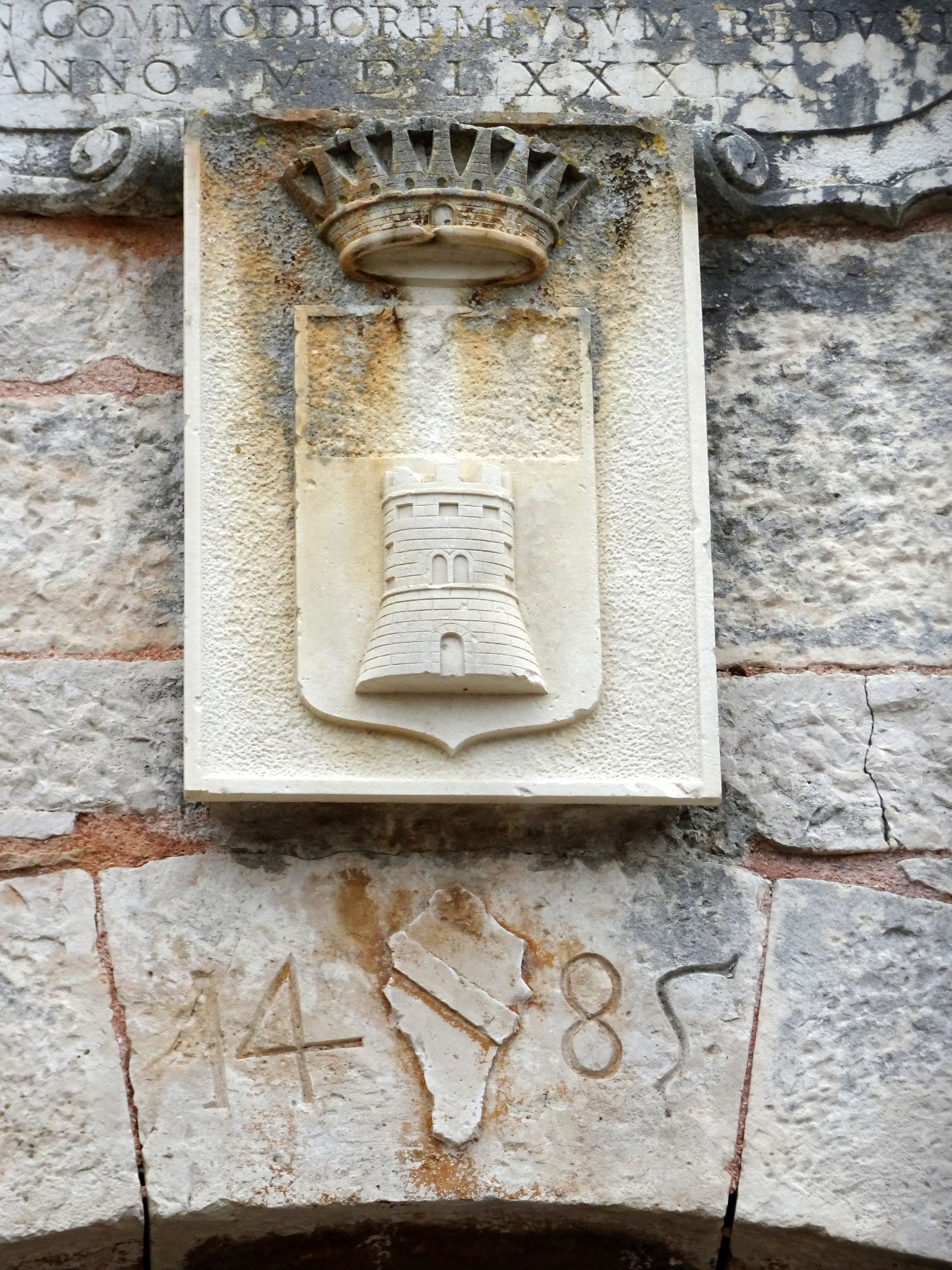
Herb zamku Morosinich i Grimanich oraz miejscowości
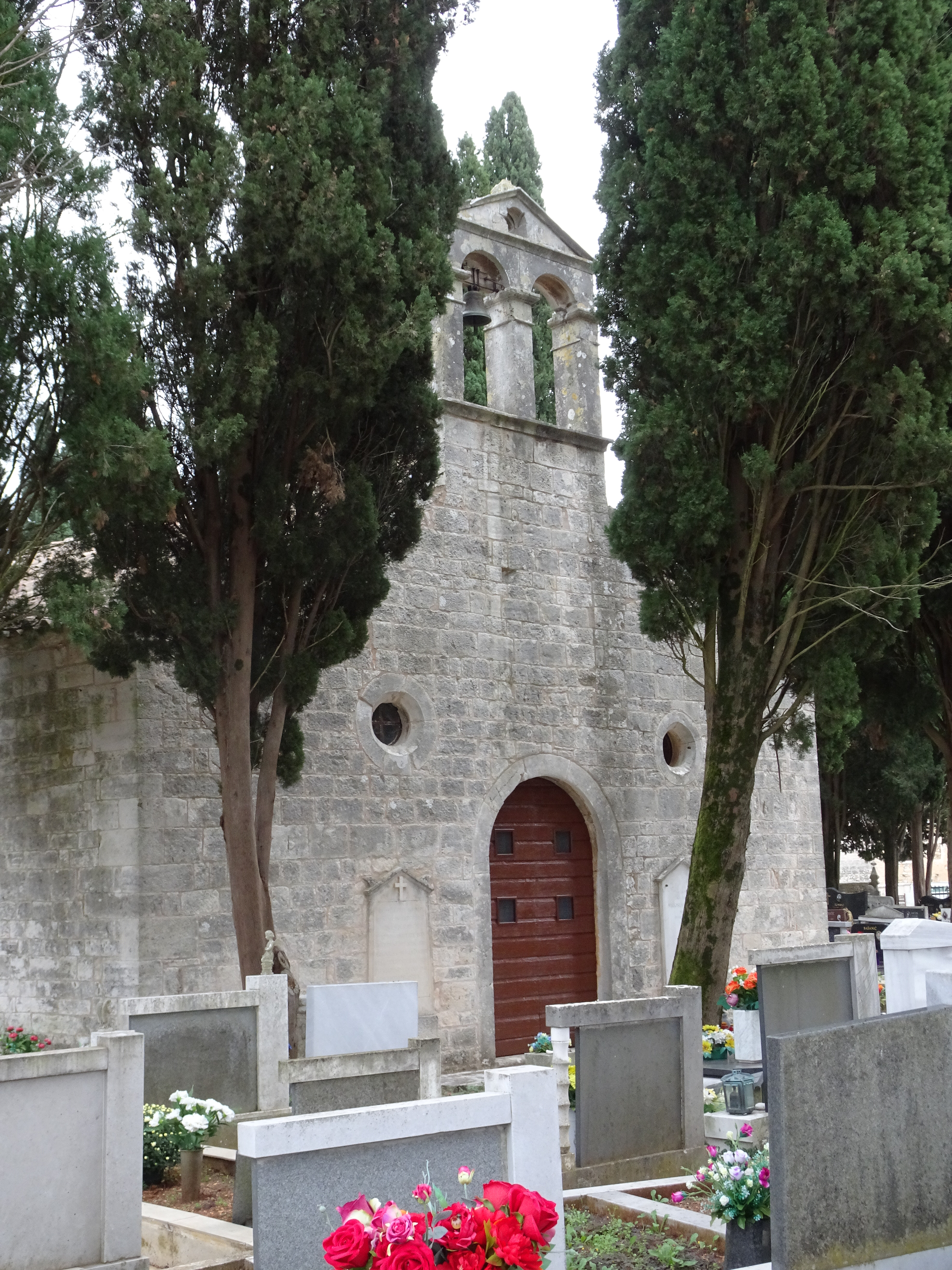
Kościółek św. Wincentego